# Fontanals de Cerdanya
Fontanals de Cerdanya (Spaans: Fontanals de Cerdaña) is een dorp en gemeente in de Spaanse provincie Girona en in de autonome regio Catalonië. Fontanals de Cerdanya heeft een oppervlakte van 29 km² met 446 inwoners (1 januari 2016).

## Geschiedenis
De gemeente Fontanals de Cerdanya ontstond in 1969 uit de voormalige gemeenten Caixans en Urtg.

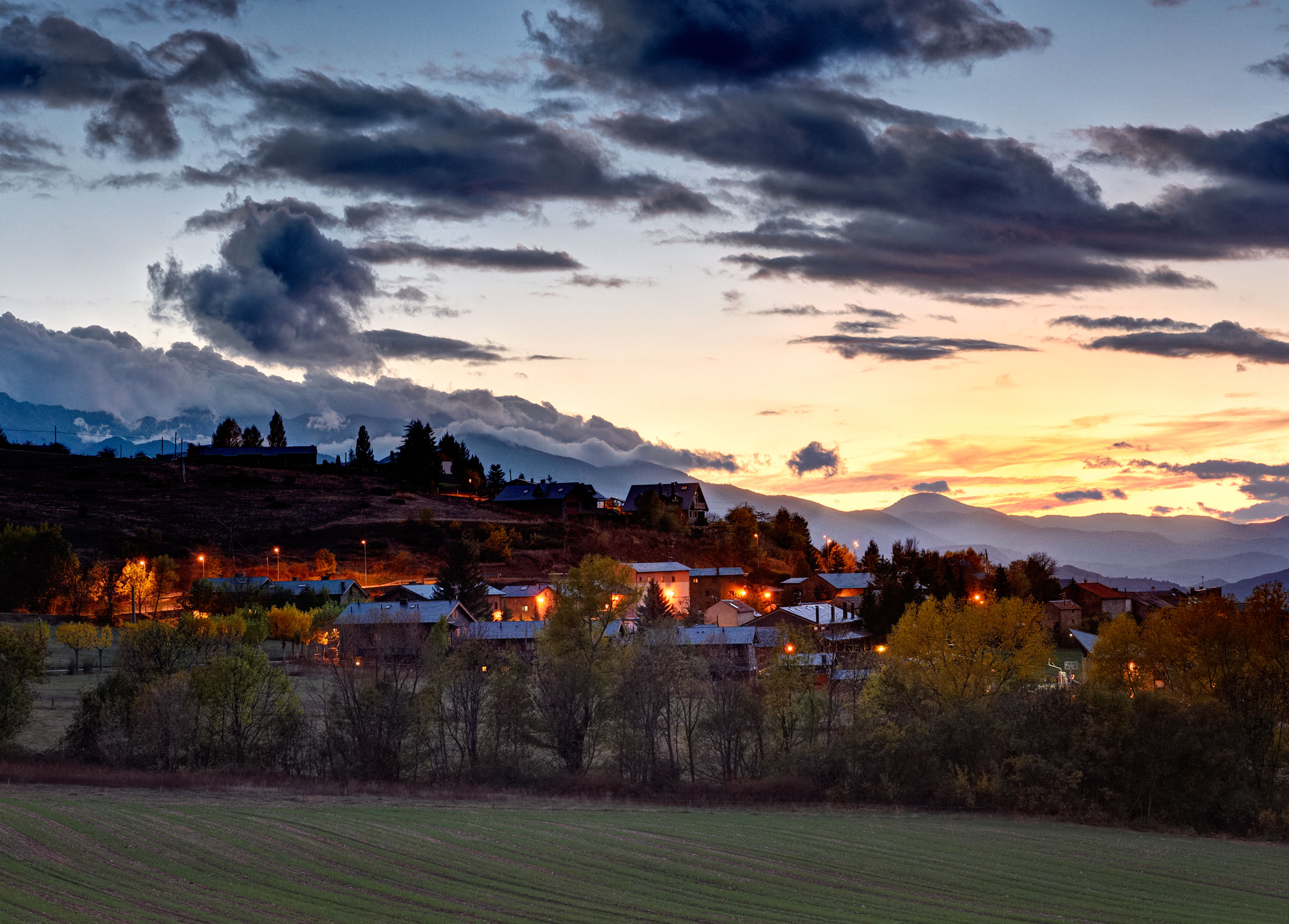
Uitzicht op Fontanals de Cerdanya

## Demografische ontwikkeling
Bron: INE, 1857-2011: volkstellingen